# 山口県道358号人丸停車場線
山口県道358号人丸停車場線（やまぐちけんどう358ごう ひとまるていしゃじょうせん）は、山口県長門市を通る一般県道である。

## 概要
JR西日本山陰本線 人丸駅から長門市油谷新別名（しんべつみょう）の国道191号に至る。かつては山口県道291号油谷港人丸停車場線の一部だったが、同路線の大部分が1982年（昭和57年）の主要地方道再編の際に山口県道66号長門油谷線に移行したことから本路線と山口県道357号油谷港線が成立した。

### 路線データ
- 起点：長門市油谷新別名（JR西日本山陰本線 人丸駅前）
- 終点：長門市油谷新別名（新別名交差点、国道191号交点）

## 歴史
- 1983年（昭和58年）3月18日 - 山口県告示第270号により認定される。
- 2005年（平成17年）3月22日 - 大津郡油谷町が長門市に移行したことにより本路線の全区間が長門市内に含まれることになる。したがって、起終点の地名は大津郡油谷町新別名から長門市油谷新別名に変更される。

## 地理

### 通過する自治体
- 山口県
  - 長門市

### 交差する道路
| 交差する道路 | 交差する場所                 | 交差する場所        |
| ------------ | ---------------------------- | ------------------- |
| 国道191号    | 油谷新別名（しんべつみょう） | 新別名交差点 / 終点 |

### 沿線
- JR西日本山陰本線 人丸駅
- 長門市役所 油谷総合支所